# Загір ад-Дін Караві
Загір ад-Дін Караві — лідер Сербедарів Себзевара, племінник свого попередника Ях'ї Караві. Прийшов до влади після повалення останнього Тога-Темуром.